# Women on Waves

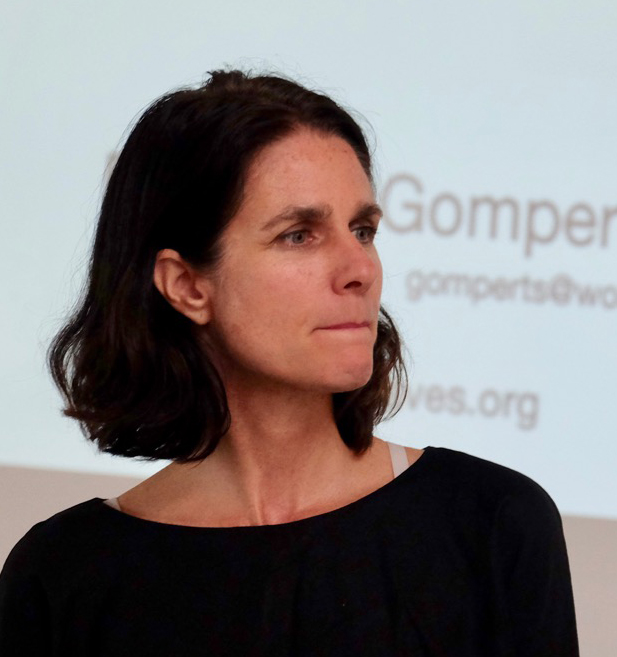
Rebecca Gomperts, fondatrice de Women on Waves, en 2017

Women on Waves (WOW) (en français : Femmes sur les vagues) est une association néerlandaise pro-choix créée en 1999 par le docteur Rebecca Gomperts, avec pour objectif d'apporter des services de santé autour de la procréation, en particulier des services d'avortement non chirurgicaux, aux femmes originaires de pays possédant des lois restrictives de l'avortement. WOW donne aussi des conseils sur la contraception. Parmi les membres, se trouvent des avocats, des médecins, des artistes, des écrivains afin d'informer les femmes et les hommes sur les moyens évitant de recourir à un avortement, notamment par l'utilisation du mifépristone (RU 486),. 

## Voyages

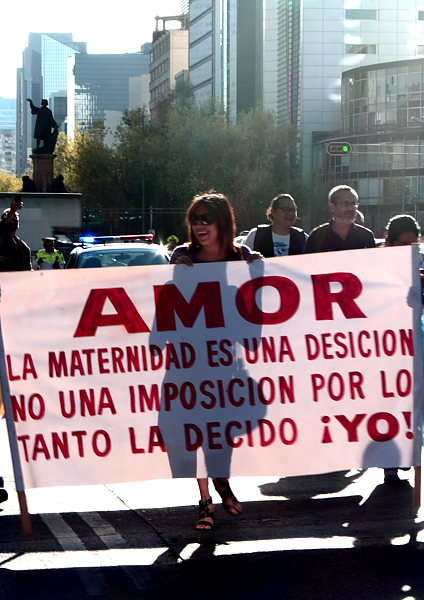
Les féministes ont défilé du Monumento a la madre au Zócalo de Mexico pour demander la légalisation de l'avortement dans tout le pays.

À sa création, l'association  offre ses services sur un bateau à pavillon autrichien qui contient une clinique mobile spécialement construite. Quand WOW visite un pays, les femmes sont embarquées sur le bateau, qui va dans les eaux internationales, où les lois autrichiennes (permettant un avortement jusqu'à trois mois après conception) sont effectives à bord. La clinique mobile est une création de l'artiste et sculpteur néerlandais Atelier Van Lieshout et fonctionne autant comme une clinique médicale que comme une installation artistique.
Women on Waves a réalisé des voyages en Irlande (2001), Pologne (2003), au Portugal (2004), en Espagne (2008), et au Maroc (2012). Le 3 octobre 2012, l'entrée du bateau est interdite au Maroc par le gouvernement,.

## Internet
À la suite des difficultés d’embarquement dans certains pays, l'association change de stratégie. Les femmes désirant avorter entrent en relation par Internet avec un médecin de l'association qui leur fait envoyer des médicaments abortifs et leur fournit toutes les explications nécessaires au bon déroulement de l'opération.